# Monotheletismus

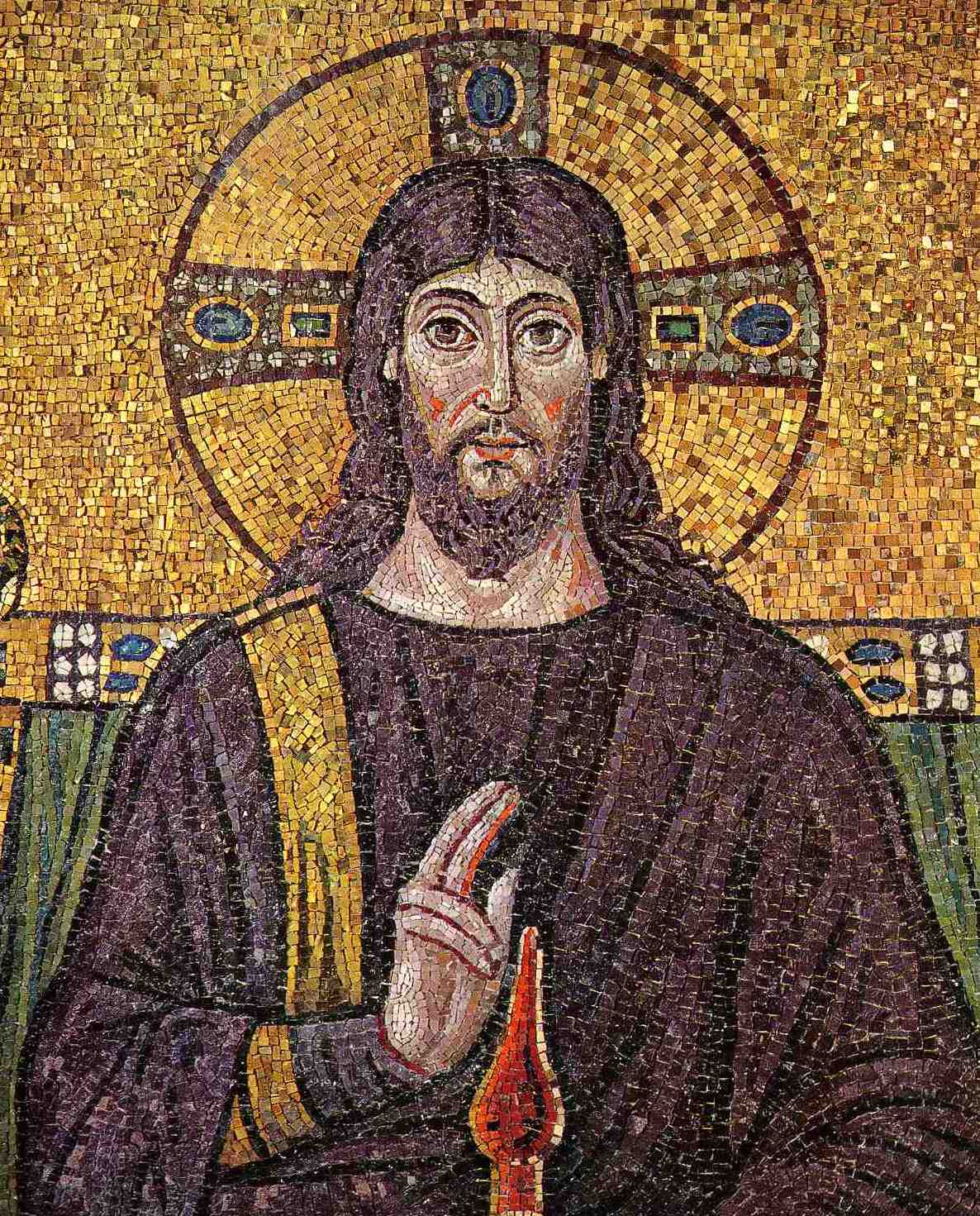
Debaty o povaze Ježíše Krista vyvolávaly v církvi po staletí obrovské spory

Monotheletismus je křesťanská hereze uznávající dvojí přirozenost Ježíše Krista, ale pouze jedinou božskou vůli (theléma) v jeho osobě. Toto učení začali prosazovat v první polovině 7. století císař Herakleios a konstantinopolský patriarcha Sergios s cílem přivést monofyzity z východních provincií byzantské říše mezi ortodoxní věřící. Pro monotheletismus se jim sice podařilo získat východní biskupy, ale proti němu ostře vystoupil významný teolog Maximos Homologetes (Maxim Vyznavač). Ochranu nalezl u papeže Martina I., který nové dogma na lateránské synodě v roce 649 zavrhl a za jediné pravověrné vyhlásil dyotheletické učení o dvojí vůli a dvojí energii v Kristu. Císař Konstans II. nechal poté papeže přivést do Konstantinopole, sesadil ho a poslal do vyhnanství na Chersonnés. Stejný osud potkal Maxima Homologeta.
Dogmatické spory poměry na východě říše ještě více rozjitřily. Císař Konstantin IV. Pogonatos monotheletismus oficiálně zamítl a zasadil se o to, aby se vyznavači tohoto učení dostali z rozhodnutí šestého ekumenického koncilu, zasedajícího v letech 680–681 v Konstantinopoli, do klatby. Ta stihla antiochijského patriarchu Makaria a také zesnulé církevní představitele, patriarchu Sergia a papeže Honoria. Toto opatření očekávané uklidnění poměrů nepřineslo. Monotheletismus vyznával ještě počátkem 8. století císař arménského původu Filippikos Bardanes. Jeho prvním opatřením bylo zrušení usnesení Třetího konstantinopolského koncilu a prohlášení monotheletismu za jediné ortodoxní učení. Císař našel podporu u vyšších světských i církevních hodnostářů, ale vyvolal prudký odpor papežské kurie, která mu upřela obvyklé pocty. Filippikos byl brzy svržen a nedlouho nato vypukly v Byzanci spory o uctívání obrazů, které posunuly dogmatické spory do jiné roviny.